# 石潭吴氏宗祠
石潭吴氏宗祠位于中国安徽省黄山市歙县霞坑镇石潭村，包括叙伦堂和春晖堂两座吴姓祠堂，一为宗祠，一为支祠。
两座祠堂规模很大，雕刻装饰极为细腻精美。叙伦堂建于明代，清代大修，五间三进，有百梁厅。春晖堂建于清代，三间三进。
2019年10月，石潭吴氏宗祠公布为全国重点文物保护单位。